# Szívfrekvencia-variabilitás
A szívfrekvencia-variabilitás (Heart Rate Variability, HRV) mérése az USA kardiológusai számára az aranystandardhoz tartozik. A szívfrekvencia-variabilitás jelentőségét az Egyesült Államokban az is mutatja, hogy a szakirodalom és nyilvánosságra hozatalok közel 90%-a az USA-ból származik.

## A szívfrekvencia-variabilitás (HRV) alapelvei
A HRV a szív neurovegetatív aktivitásának és autonóm funkcióinak mértéke. Leírja a szív adottságát arra vonatkozóan, miként képes a belső és külső környezet megváltozott terheléseire a szívveréstől szívverésig eltelt időtartamot folyamatosan megváltoztatni (RR-távolságok), és ezzel kimutatja a szív alkalmazkodását.
A szív ezen alkalmazkodóképessége a szimpatikus és paraszimpatikus idegrendszer optimális összjátékán, együttműködésén nyugszik.
A paraszimpatikus magasfrekvenciájú elektromos impulzusai a szív pulzusának gyors csökkenéséhez vezet; az acetilkolin kiválasztása gyors értágulást eredményez. A szimpatikus alacsony frekvenciájú impulzusai ezzel szemben a szívritmus emelkedéséhez vezet; az adrenalin és noradrenalin felszabadulása következtében.
Növekvő testi aktivitásnál lecsökken a paraszimpatikus hatása; ilyenkor a szimpatikus a testi aktivitásnak megfelelően emelkedik. A szívfrekvenciavariabilitás tehát nyugalomban mindig nagyobb, mint testi aktivitásnál.
Megfelelő szívfrekvencia-variabilitást akkor ér el a szervezet, ha egyensúly áll fenn a szimpatikus és paraszimpatikus rendszer között (szimpatikus = a vezetésnél a gázpedál, paraszimpatikus = a fék, technikailag jól karbantartott és felelősségteljesen használatban).
A Teslagraph-rendszerrel végzett szívfrekvencia-variabilitás mérés és kiértékelés segítségével a szimpatikus és paraszimpatikus idegrendszer együttműködése könnyen áttekinthetővé válik, illetve kimutathatók az összjáték tartós hiánya következtében kialakulható egészségkárosodások, mint pl.: szívinfarktus, cukorbetegség, arrhythmia, …